# Casterné de las Ollas
Casterné de las Ollas  (en catalán: Casterner de les Olles) es un pueblo perteneciente al antiguo término de Espluga de Serra, agregado en 1970 al término municipal de Tremp.
Entre 1812, a ras de la aplicación de la Constitución de Cádiz, y febrero de 1847, Casterné de las Ollas formó ayuntamiento, que desapareció al fijarse que el número de vecinos (cabezas de familia) debía sobrepasar los 30, por mantener la independencia municipal. En ese momento se unió en Espluga de Serra, junto con Aulàs, El Castellet, Llastarri, Els Masos de Tamúrcia y la Torre de Tamúrcia. Previamente, ya se había agregado a Casterné de las Ollas el ayuntamiento de Enrens y Trepadús, el cual, sin embargo, quedó muchos años en una posición ambigua. En 1847, sin embargo, en la lista de agregaciones de ayuntamientos, sale Casterné de las Ollas y la cuadra de Enrens y Trepadús.
Su iglesia, dedicada a san Lorenzo, había tenido el carácter de parroquial, y dependían como sufragáneas las iglesias de Llastarri y Enrens y Trepadús. Más modernamente, sin embargo, pasó a depender de Sopeira, y las dos últimas fueron adscritas a Viu de Llevata. La iglesia de San Lorenzo de Casterné de las Ollas fue consagrada en 1349. Fue comprada, junto con el castillo de Casterné, por el abad de Alaón, que se hizo así con el señorío del lugar.
Del castillo de Casterné, hoy por hoy no se sabe gran cosa más, ni donde estaba emplazado.
Una parte del pueblo, con las casas y el antiguo hostal de Borrugat, o Barrugats, ha quedado sumergido bajo las aguas del pantano de Escales. También en esta zona anegada ha debido de quedar la iglesia de San Andrés de Escales, que dependía del monasterio de Alaón.

## Etimología
Casterné (en catalán: Casterner) es la solución románica de la expresión latina castrum nigrum (castillo negro). Hay dos pueblos en el valle del Noguera Ribagorzana con este nombre, y ambos están en un lugar rocoso  bien oscuro (roca eruptiva de color verde oscuro, en el caso de que ahora se está explicando), y en ambos hay rastros o documentación de un antiguo castillo. La segunda parte del topónimo, de las Ollas se refiere, muy probablemente, a una antigua industria de cerámica artesanal existente en aquel pueblo, propiciada por el material extraído del río cercano.

## Historia
En el censo de 1359, Casterné de las Ollas figura dentro de la Veguería del Pallars, bajo dominio del abad de Alaón, y constan 5 fuegos (unos 30 habitantes). En 1831 ya consta, dentro del Corregimiento de Talarn, sólo con 15 habitantes y aún señorío del monasterio de Alaón; hacia 1900 son mencionados 11 edificios, con 22 habitantes. En 1960 aún tenía 16 habitantes, y en 2006 sólo consta como censado uno.
Pascual Madoz, autor del Diccionario geográfico ..., publicado en 1845, dice en su obra que:

Castarné de la Ollas era una localidad con ayuntamiento; tenía 6 casas, la mitad unidas y la otra mitad repartidas por el término, todas de un solo piso y mala distribución. La iglesia estaba anexa a la de Sopeira, y había pertenecido al abadiato de Ntra. Sra. de la O (de Alaón). El cementerio estaba al lado de la iglesia, pero estaba ventilado. Describe dos casas más abajo del pueblo (por tanto, ahora bajo las aguas del pantano): el hostal de Borrugat y la casa llamada San Andrés. El terreno del término es montañoso, áspero, roto y en general de mala calidad, con poco bosque y mucho matorral y rocas. Sólo se trabajan 32 jornales, que hay que arar con bueyes. También hay tres de regadío. Se hacía trigo, cebada, centeno, patatas, legumbres y pastos; había ovejas, cabras y bueyes para arar. Había también caza de conejos, perdices y lobos. Finalmente, dice que en Casterné de las Ollas vivían 4 vecinos (cabezas de familia) y 25 almas (habitantes).